# منزل طوفان
منزل طوفان (بالفارسية: خانه طوفان) هو منزل تاريخي يعود إلى عصر القاجاريون، ويقع في جهرم.